# Villers-Guislain
Pour les articles homonymes, voir Villers et Guislain.
Villers-Guislain est une commune française située dans le département du Nord (59), en région Hauts-de-France.

### Situation

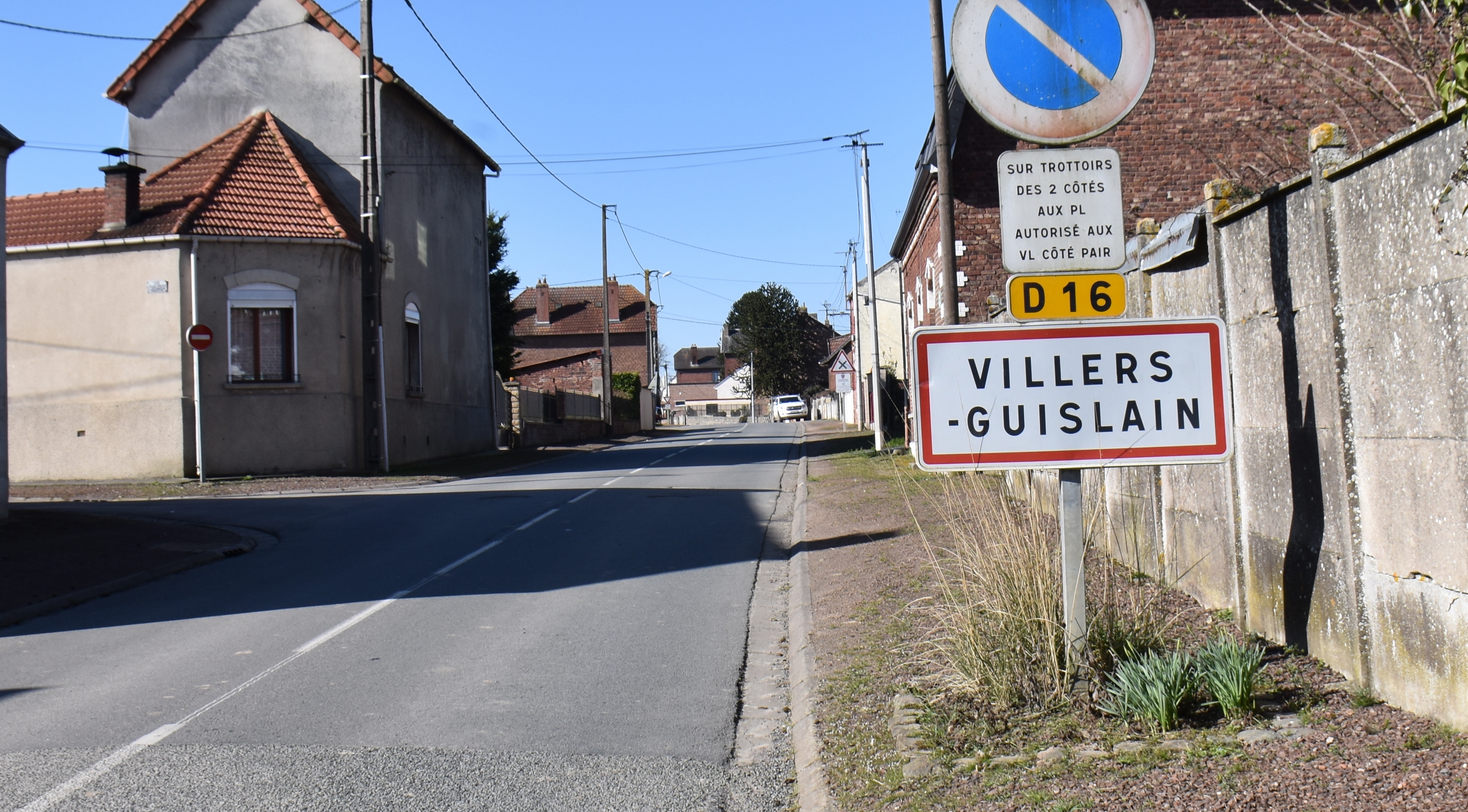
Une entrée du bourg.

## Géographie

### Communes limitrophes
|              | Gonnelieu        | Banteux               |
| Gouzeaucourt | Villers-Guislain | Honnecourt-sur-Escaut |
| Heudicourt   | Épehy            |                       |

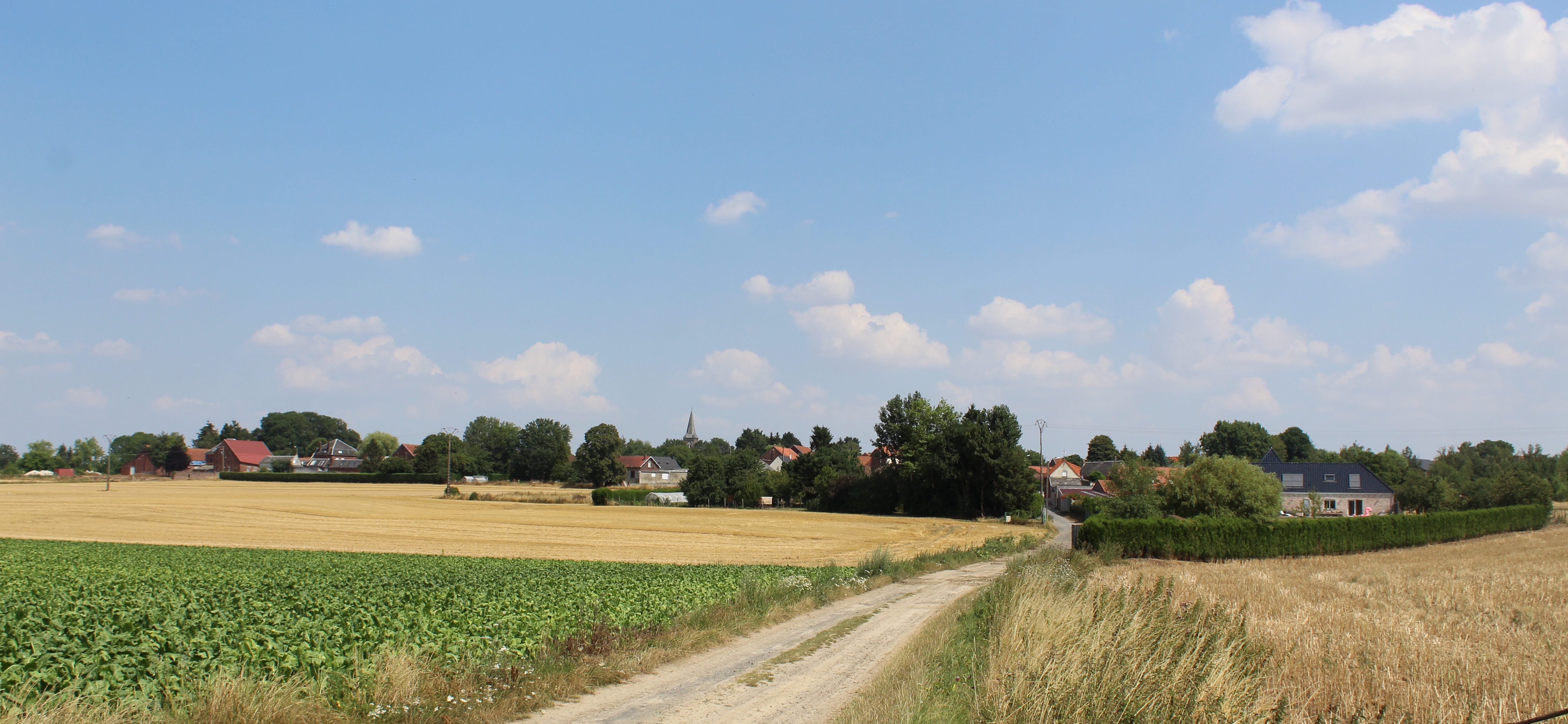
Panorama du village.

### Hydrographie
La commune est située dans le bassin Artois-Picardie. Elle n'est drainée par aucun cours d'eau,.

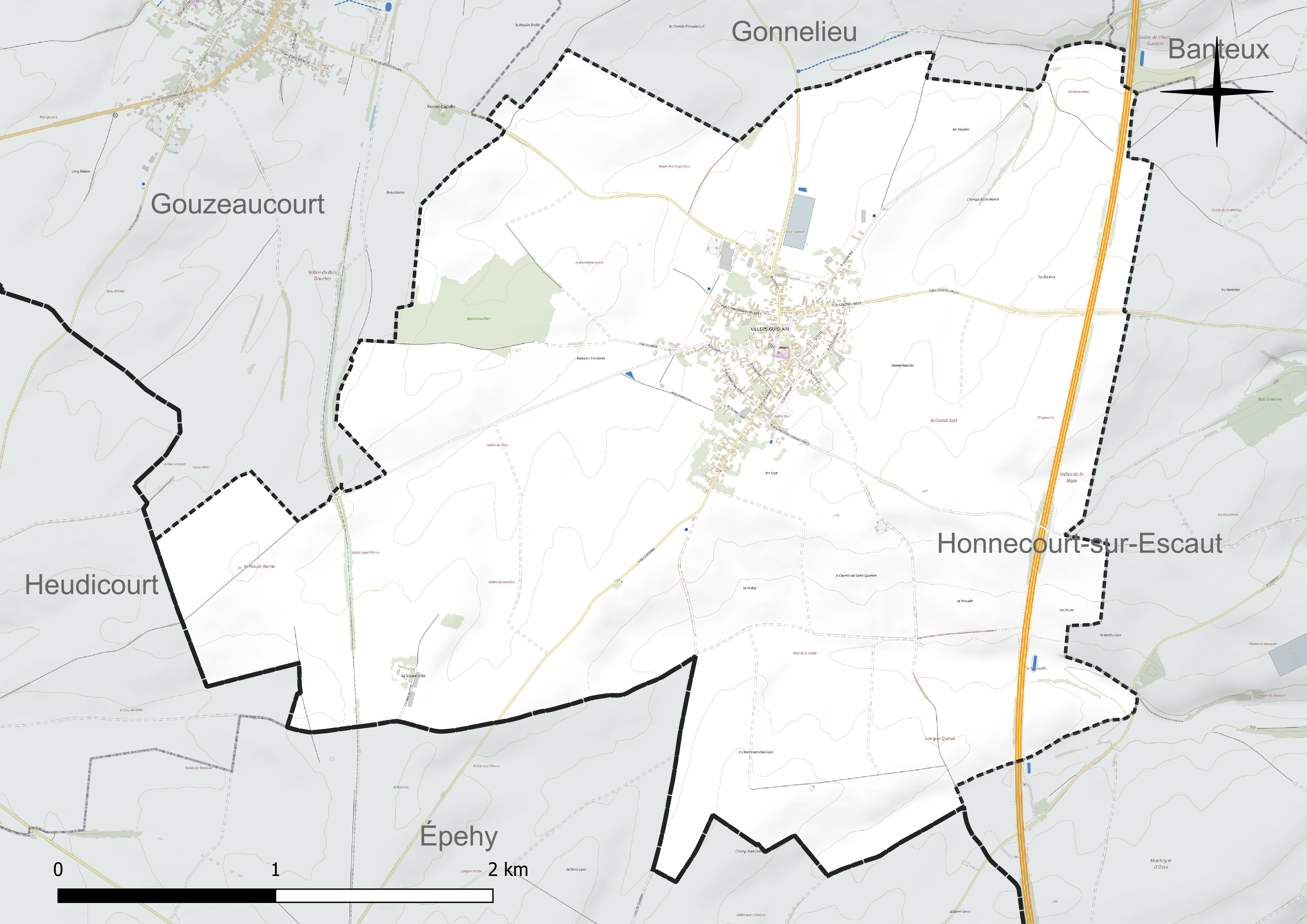
Réseau hydrographique de Villers-Guislain.

### Climat
Pour des articles plus généraux, voir Climat des Hauts-de-France et Climat du Nord.
En 2010, le climat de la commune est de type climat océanique dégradé des plaines du Centre et du Nord, selon une étude du CNRS s'appuyant sur une série de données couvrant la période 1971-2000. En 2020, Météo-France publie une typologie des climats de la France métropolitaine dans laquelle la commune est exposée à un climat océanique et est dans la région climatique  Nord-est du bassin Parisien, caractérisée par un ensoleillement médiocre, une pluviométrie moyenne régulièrement répartie au cours de l'année et un hiver froid (3 °C). 
Pour la période 1971-2000, la température annuelle moyenne est de 9,9 °C, avec une amplitude thermique annuelle de 14,8 °C. Le cumul annuel moyen de précipitations est de 729 mm, avec 11,6 jours de précipitations en janvier et 9,2 jours en juillet. Pour la période 1991-2020, la température moyenne annuelle observée sur la station météorologique la plus proche, située sur la commune de Douai à 37 km à vol d'oiseau, est de 11,0 °C et le cumul annuel moyen de précipitations est de 729,2 mm,. Pour l'avenir, les paramètres climatiques de la commune estimés pour 2050 selon différents scénarios d'émission de gaz à effet de serre sont consultables sur un site dédié publié par Météo-France en novembre 2022.

## Urbanisme

### Typologie
Au 1er janvier 2024, Villers-Guislain est catégorisée bourg rural, selon la nouvelle grille communale de densité à sept niveaux définie par l'Insee en 2022.
Elle est située hors unité urbaine. Par ailleurs la commune fait partie de l'aire d'attraction de Cambrai, dont elle est une commune de la couronne,. Cette aire, qui regroupe 64 communes, est catégorisée dans les aires de 50 000 à moins de 200 000 habitants,.

### Occupation des sols
L'occupation des sols de la commune, telle qu'elle ressort de la base de données européenne d'occupation biophysique des sols Corine Land Cover (CLC), est marquée par l'importance des territoires agricoles (91,5 % en 2018), une proportion sensiblement équivalente à celle de 1990 (91,8 %). La répartition détaillée en 2018 est la suivante : 
terres arables (91,5 %), zones urbanisées (6,3 %), forêts (2,2 %). L'évolution de l'occupation des sols de la commune et de ses infrastructures peut être observée sur les différentes représentations cartographiques du territoire : la carte de Cassini (XVIIIe siècle), la carte d'état-major (1820-1866) et les cartes ou photos aériennes de l'IGN pour la période actuelle (1950 à aujourd'hui).

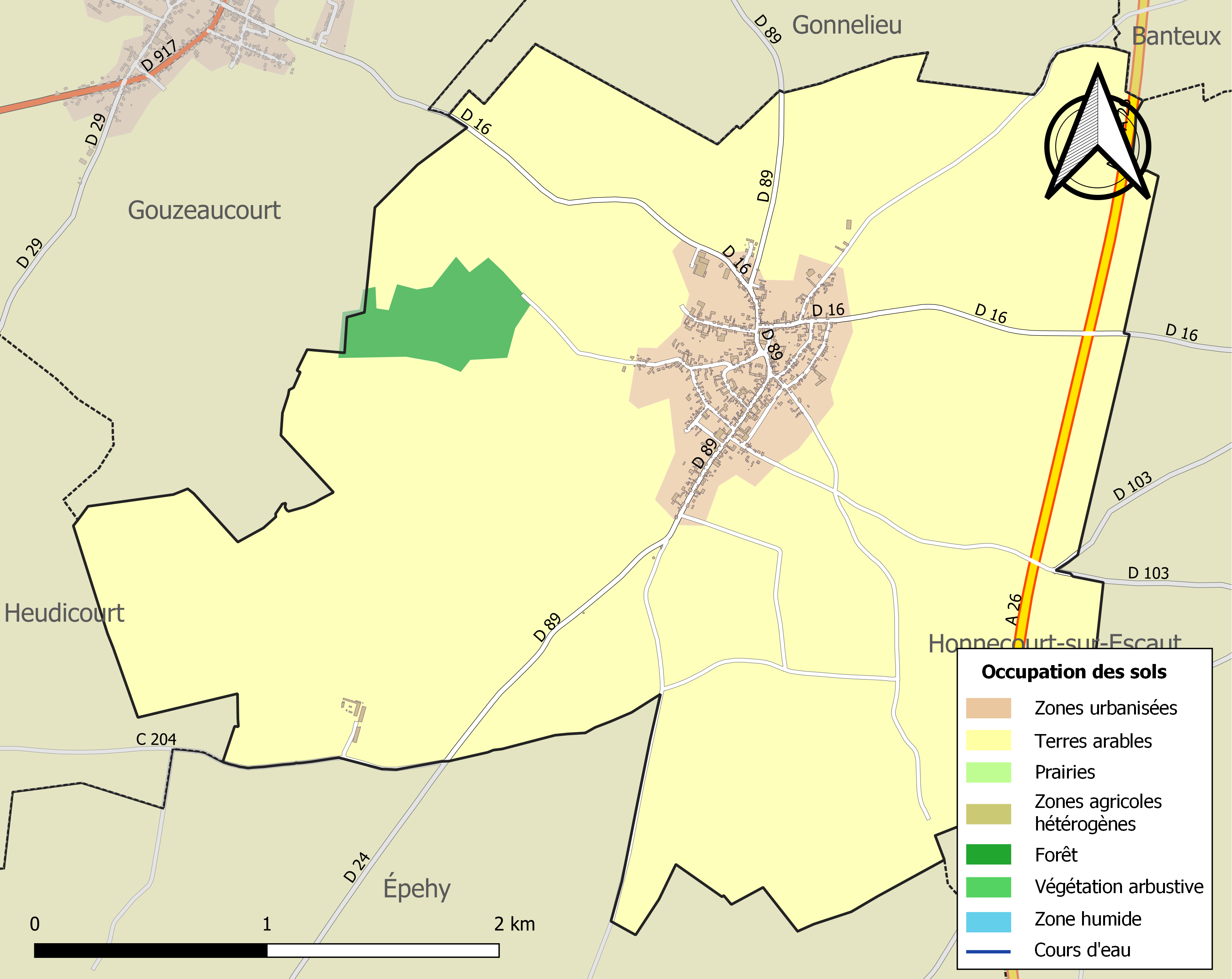
Carte des infrastructures et de l'occupation des sols de la commune en 2018 (CLC).

### Voies de communication et transports
La commune est desservie par le réseau de transports urbains de la Communauté d'agglomération de Cambrai appelé TUC (Transports Urbains du Cambrésis), par la ligne 14,. La ligne S120 permet de rejoindre le collège de secteur à Gouzeaucourt.

## Toponymie
Le village est mentionné au long des XIIe au XIVe siècles sous les noms Viliers Gueisein, Villarium Gisleni, Vilers-Gienlain, Vilers le Ghislain, Villare Gilleni. Le nom Guislain vient sans doute d'un de ses anciens seigneurs et a sans doute servi à le distinguer du village voisin de Villers-Outréaux.

## Histoire

### La guerre 1914-1918
Comme d'autres villages  de la région, Villers-Guislain est sorti meurtri de la Grande Guerre car le village a été entièrement détruit.

Le 27 août 1914, soit moins d'un mois après la déclaration de guerre, l'armée française bat en retraite vers l'ouest et les Allemands arrivent à Villers-Guislain. Dès lors commença l'occupation allemande qui dura jusqu'en mars 1917. Le front se situant à une vingtaine de kilomètres à l'ouest de Péronne et Bapaume, l'activité des occupants consistait principalement à assurer le logement des combattants  et l'approvisionnement en nourriture. Toutes les personnes valides devaient effectuer des travaux agricoles ou d'entretien. Le village servait de base arrière pour soigner les blessés. En février 1917, le général Hindenburg décida de la création d'une ligne défense à l'arrière du front ; lors du retrait des troupes allemandes, tous les villages seraient détruits pour ne pas servir d'abri aux troupes franco-anglaises. En mars 1917, Villers-Guislain se trouvant juste à l'avant de cette ligne, les habitants sont évacués vers la Belgique et les maisons sont pillées et incendiées, le village est systématiquement détruit. L'église, la mairie, les écoles et toutes les maisons sont dynamitées et les arbres sciés à 1 m de hauteur.

Le village, vidé de ses habitants, reste occupé par les Allemands ; il sera le théâtre de nombreux combats en mars, avril et août 1917.Les ruines du village seront plusieurs fois reprises par chaque camp et ce n'est qu'à partir du 20 septembre 1918, lors de la bataille de la ligne Hindenburg que Villers-Guislain, après une dizaine de jours d'âpres combats sera définitivement libéré par les britanniques.
Plus de 1 000 soldats britanniques furent tués lors des combats pour libérer le secteur de Villers-Guislain. Ils reposent dans les cinq cimetières militaires  situé sur le territoire de la commune :Gauche Wood Cemetery, Meath Cemetery, Targelle Ravine British Cemetery, Villers-Guislain Communal Cemetery, Villers Hill British Cemetery.
Sur le Monument aux Morts sont écrits les noms des 70 soldats guislanais Morts pour la France ainsi que celui de 5 victimes civiles.
Le 8 avril 1920, la commune connait un dramatique accident, fréquent en cette période dans la région, directement lié à la guerre, aux munitions non explosées présentes dans de nombreux endroits : un tracteur fait exploser des mines, ce qui provoque la mort de neuf personnes.
Vu les souffrances endurées par la population pendant les quatre années d'occupation et les dégâts aux constructions, la commune s'est vu décerner la Croix de guerre 1914-1918 (France) le 18 septembre 1920.

Après l'armistice, une partie de la population revint peu à peu s'installer et commença alors une longue période de reconstruction d'une dizaine d'années, mais de 1 732 habitants en 1911, Villers-Guislain n'en comptait plus que 721 en 1921, soit moins de la moitié.

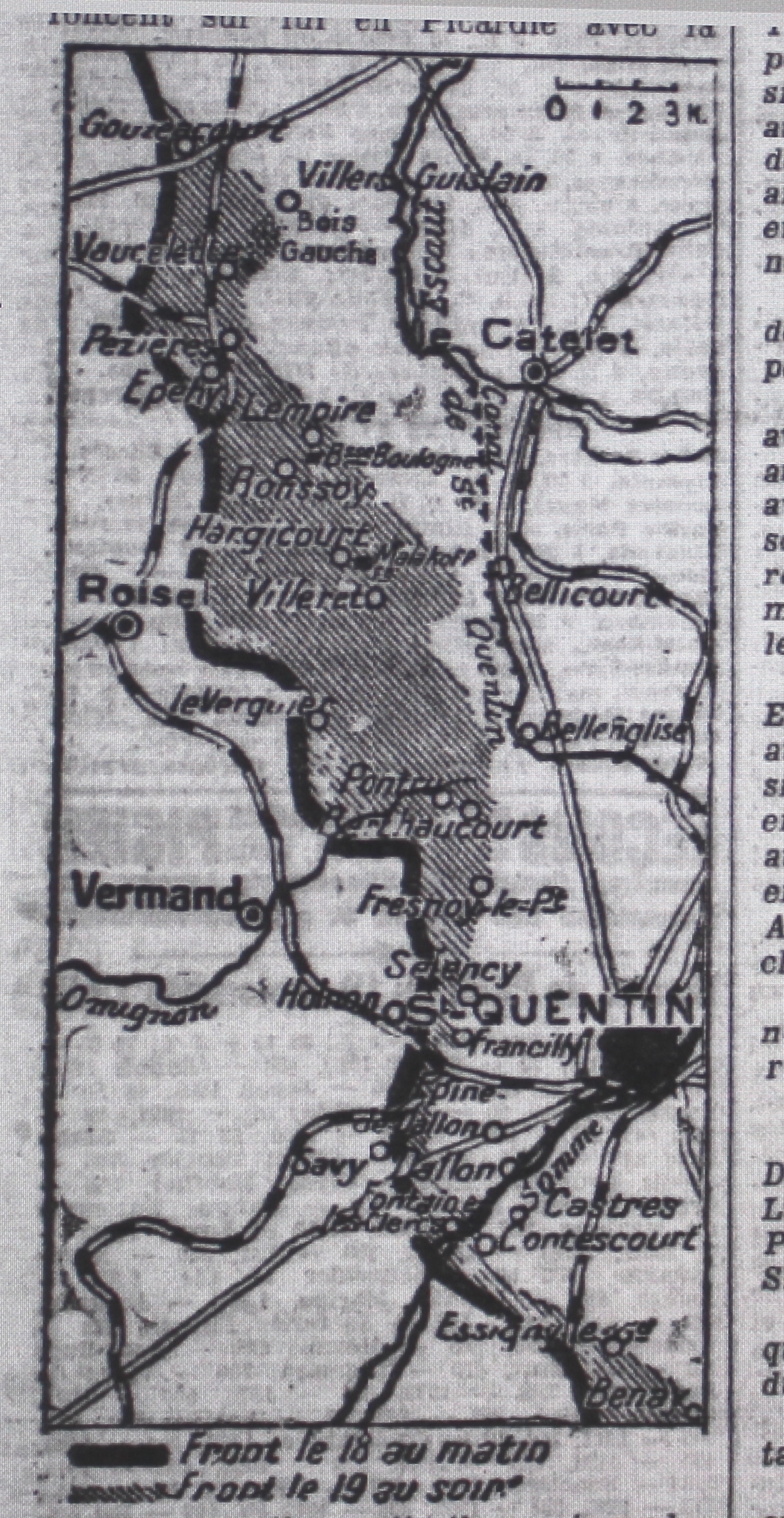
Le front les 18 et 19 septembre 1918, quelques jours avant la libération de Villers-Guislain.
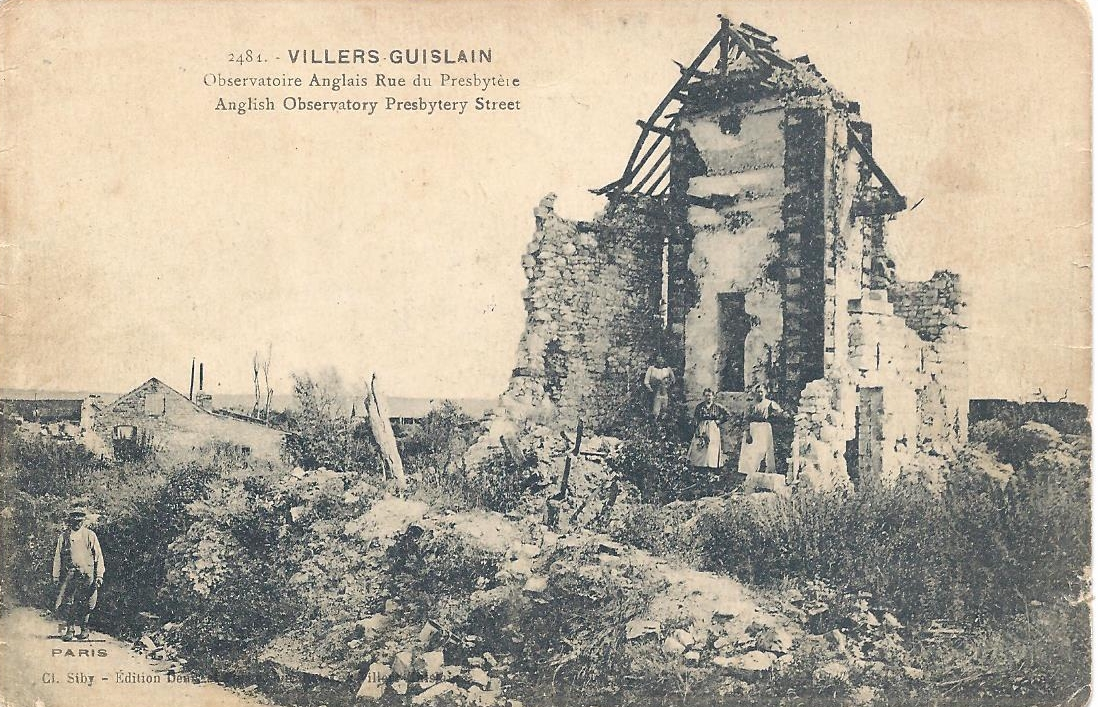
Les ruines du village à la fin de la guerre.
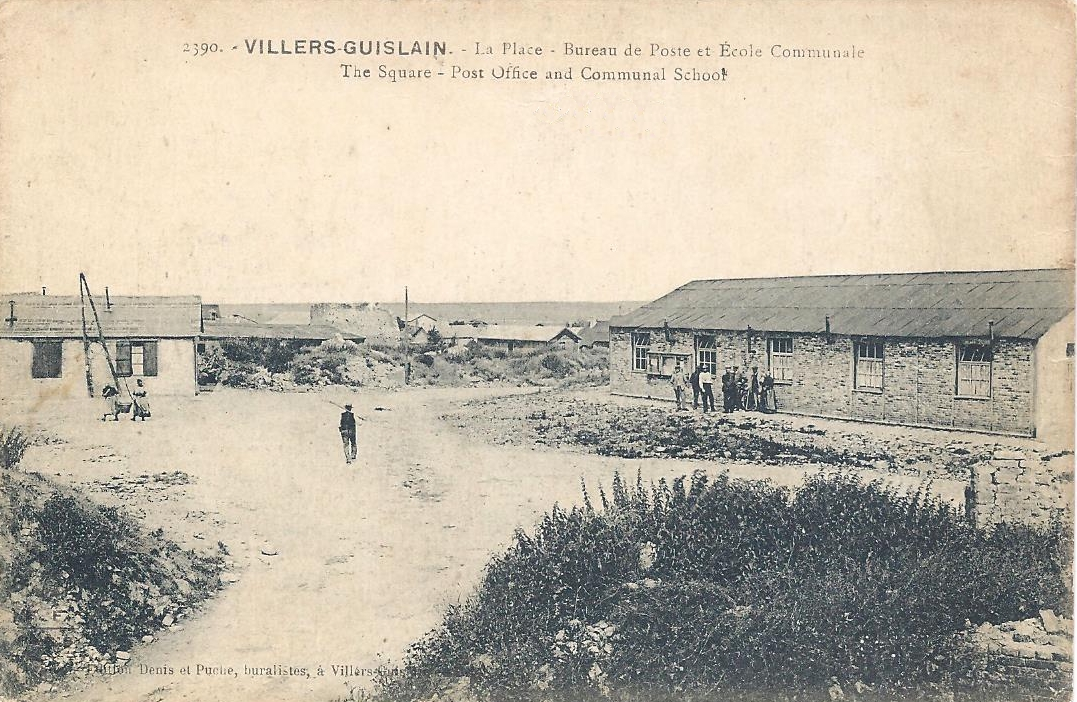
Le village en reconstruction vers 1920 avec ses baraquements en bois .
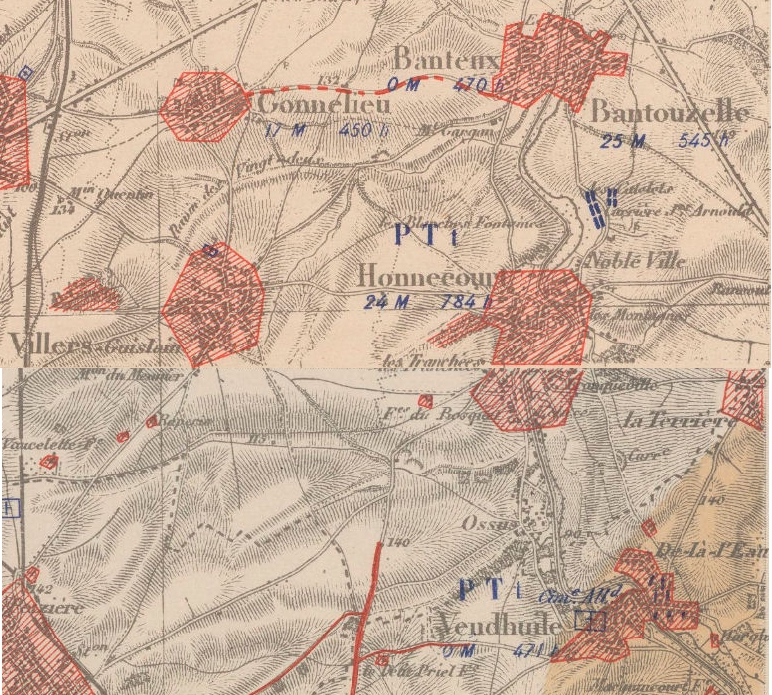
Carte montrant l'étendue des destructions du village lors de la guerre 14-18.

### Héraldique
| Armes de Villers-Guislain | Les armes de la commune de Villers-Guislain se blasonnent ainsi : Tiercé en pal : au premier d'azur au lys d'argent, au deuxième de gueules à la demi-aigle bicéphale d'argent en chef et à la demi-croix potencée du même en pointe, le tout mouvant de dextre, au troisième d'or aux trois barres d'azur. |

## Politique et administration
Maire en 1802-1803 : Isid. Hagard.
Maire en 1807 : Manchelle.

Maire en 1881 : Vitté.
| Période                                  | Période   | Identité                                     | Étiquette | Qualité |
| ---------------------------------------- | --------- | -------------------------------------------- | --------- | ------- |
| mars 2001                                | mars 2008 | Claude Mory                                  |           |         |
| mars 2008                                | En cours  | Gérard Allart Réélu pour le mandat 2020-2026 |           |         |
| Les données manquantes sont à compléter. |           |                                              |           |         |

## Population et société

### Démographie

#### Évolution démographique
L'évolution du nombre d'habitants est connue à travers les recensements de la population effectués dans la commune depuis 1793. Pour les communes de moins de 10 000 habitants, une enquête de recensement portant sur toute la population est réalisée tous les cinq ans, les populations de référence des années intermédiaires étant quant à elles estimées par interpolation ou extrapolation. Pour la commune, le premier recensement exhaustif entrant dans le cadre du nouveau dispositif a été réalisé en 2008.

En 2022, la commune comptait 682 habitants, en évolution de −1,73 % par rapport à 2016 (Nord : +0,51 %, France hors Mayotte : +2,11 %).
| 1793  | 1800  | 1806  | 1821  | 1831  | 1836  | 1841  | 1846  | 1851  |
| ----- | ----- | ----- | ----- | ----- | ----- | ----- | ----- | ----- |
| 1 274 | 1 321 | 1 442 | 1 721 | 1 984 | 2 018 | 2 051 | 2 073 | 2 025 |

| 1856  | 1861  | 1866  | 1872  | 1876  | 1881  | 1886  | 1891  | 1896  |
| ----- | ----- | ----- | ----- | ----- | ----- | ----- | ----- | ----- |
| 2 040 | 2 036 | 2 083 | 2 140 | 2 080 | 1 954 | 1 864 | 1 846 | 1 737 |

| 1901  | 1906  | 1911  | 1921 | 1926 | 1931 | 1936 | 1946 | 1954 |
| ----- | ----- | ----- | ---- | ---- | ---- | ---- | ---- | ---- |
| 1 706 | 1 682 | 1 732 | 712  | 943  | 897  | 887  | 761  | 802  |

| 1962 | 1968 | 1975 | 1982 | 1990 | 1999 | 2006 | 2008 | 2013 |
| ---- | ---- | ---- | ---- | ---- | ---- | ---- | ---- | ---- |
| 780  | 809  | 791  | 767  | 659  | 641  | 694  | 710  | 692  |

| 2018 | 2022 | - | - | - | - | - | - | - |
| ---- | ---- | - | - | - | - | - | - | - |
| 697  | 682  | - | - | - | - | - | - | - |

#### Pyramide des âges
La population de la commune est relativement jeune.
En 2018, le taux de personnes d'un âge inférieur à 30 ans s'élève à 34,8 %, soit en dessous de la moyenne départementale (39,5 %). À l'inverse, le taux de personnes d'âge supérieur à 60 ans est de 23,0 % la même année, alors qu'il est de 22,5 % au niveau départemental.
En 2018, la commune comptait 326 hommes pour 371 femmes, soit un taux de 53,23 % de femmes, légèrement supérieur au taux départemental (51,77 %).
Les pyramides des âges de la commune et du département s'établissent comme suit.
| Hommes | Classe d’âge | Femmes |
| ------ | ------------ | ------ |
| 0,3    | 90 ou +      | 0,8    |
| 6,4    | 75-89 ans    | 9,2    |
| 15,3   | 60-74 ans    | 13,7   |
| 23,6   | 45-59 ans    | 19,1   |
| 22,4   | 30-44 ans    | 19,7   |
| 15,3   | 15-29 ans    | 18,3   |
| 16,6   | 0-14 ans     | 19,1   |

| Hommes | Classe d’âge | Femmes |
| ------ | ------------ | ------ |
| 0,5    | 90 ou +      | 1,4    |
| 5,3    | 75-89 ans    | 8,1    |
| 14,8   | 60-74 ans    | 16,2   |
| 19,1   | 45-59 ans    | 18,4   |
| 19,5   | 30-44 ans    | 18,7   |
| 20,7   | 15-29 ans    | 19,1   |
| 20,2   | 0-14 ans     | 18     |

## Lieux et monuments

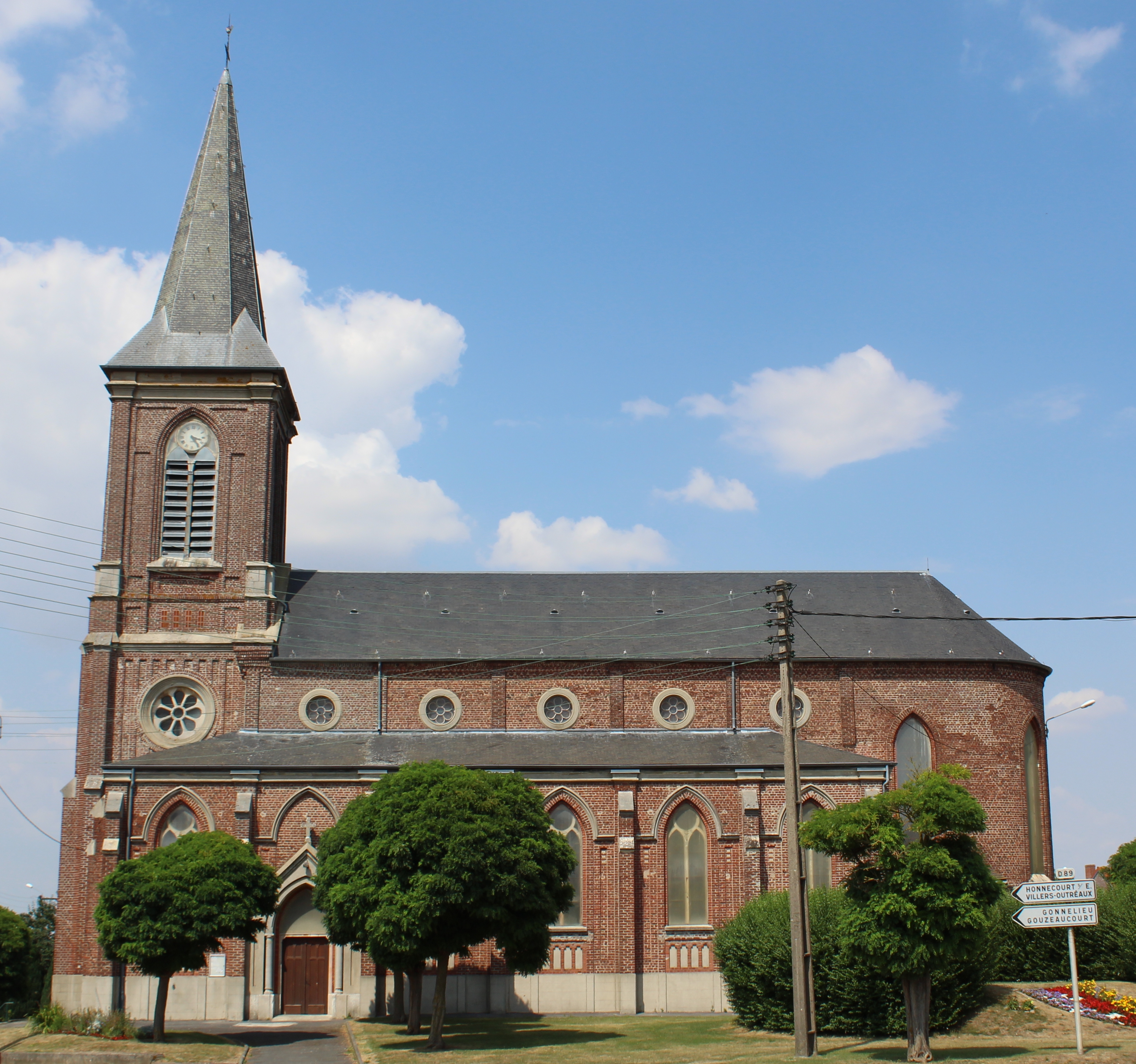
L'église.

- Comme de nombreuses communes du département, Villers-Guislain dispose d'un monument à la mémoire des victimes de la Première Guerre mondiale.
- La chapelle Notre-Dame[36].

## Personnalités liées à la commune

### Famille Le Sart-Van Cappel
- Nicolas de Sart (ou Le Sart), écuyer, seigneur de Prémont, Élincourt, Audencourt, Herdaing, Farnay, Lorneville, Harnaige, Fervacques, du Petit-Essigny et de Villers-Guislain (-Ghislain). Il commanda dans les armées françaises (officier dans les Chevau-légers comme son père et son fils). Époux de Jeanne Mallet, fille de Chrétien Mallet, de Cambrai (Nord). La légende raconte « qu'il aurait trouvé,lors des guerres,un mulet chargé d'argent,en sortant de Paris ! ». Il fut le premier seigneur de Villers-Guislain (-Ghislain).
- Charles-François de Sart, seigneur de Prémont, Élincourt et Villers-Guislain, capitaine au régiment de Touraine-Infanterie, lieutenant pour le roi des provinces de Cambrésis, Flandres et Hainaut, pair du Cambrésis; décédé au dit Prémont le 21 décembre 1789, âgé de 73 ans, époux de Marie-Charlotte-Josèphe-Nicole Petit; inhumé en l'église du dit Prémont le 23 décembre, en la Chapelle des Seigneurs de Prémont. Il fut le dernier seigneur de Villers-Guislain.
- Louis-Charles-Ignace van Cappel de La Nieppe (né à Cassel (Nord), 20 février 1750, décédé à Villers-Guislain le 12 mars 1813, en son château, maire de Villers-Guislain (1808-1813), époux de Marie-Charlotte-Josèphe de Sart de Prémont, fille de Charles-François de Sart, chevalier, seigneur de Prémont, Élincourt et Villers-Guislain et de Marie-Charlotte-Josèphe-Nicole Petit; d'où
- Marie-Charles-Hubert van Cappel de Prémont (né à Prémont (Aisne), 22 octobre 1784, décédé à Paris, boulevard du Montparnasse, 18 juillet 1843 (transcription de décès à Villers-Guislain le 6 mars 1844) ; maire de Prémont (1808-1813) puis maire de Villers-Guislain (1813-1830), époux de Louise-Marcelline de Langlois de Brouchy.

### Autres personnages
- Michel de Buissy, écuyer, mari de Jacqueline de Collencourt, était seigneur de Louwez, Villers-Guislain, Homelin. Michel de Buissy a toujours bien servi son souverain (l'empereur Charles Quint puis son fils Philippe II). Il s'est trouvé avec la compagnie du seigneur de Noircarmes à la journée de Wattrelos près de Lannoy où en 1566 furent défaites les troupes de séditieux et de brise-images (furie iconoclaste), puis aux prises de Valenciennes, Groningue, Gertruydenberg, Tergoes , Haarlem, Amsterdam, Mons, Tournai, Marcoing, Lens, Cambrai (guerre de Quatre-Vingts Ans). En 1578, il a assisté à la délivrance du magistrat (autorités de la ville) d'Arras. Il est le fils de Claude de Buissy, chevalier, seigneur de Louwez, homme d'armes sous Charles Quint,..., gouverneur de Philipheville en 1558, et de Louise d'Allesme, fille de François, écuyer, seigneur de Lannoy-en-Tournaisis et de Catherine de Dion. Il est le père de Michel de Buissy, seigneur de Teneur, de Pierre de Buissy, mort à l'assaut du château de Doullens et de Gabrielle de Buissy, mariée à Jean de Hainin (maison de Haynin), seigneur du Maisnil[37].
- Guillaume de Buissy, grand-père de Michel, écuyer, marié à Marguerite de Le Val, a été seigneur de Villers-Guislain et prévôt de Cambrai.
- Robert de Buissy, arrière-grand père de Michel, écuyer, marié à Marguerite de Beaulaincourt, a également été seigneur de Villers-Guislain. il est le fils de Jean de Buissy et de Sainte de Griboval. Jean de Buissy a réparé à ses frais en 1435 une chapelle de l'église Saint-Nicolas de Bapaume, où il fut longtemps représenté avec ses armes « D'azur au chevron d'or chargé de 5 tourteaux d'azur »[37].
- Paul-Pierre Prévot, artiste-peintre, né à Villers-Guislain le 30 juin 1879, officier d'Académie, officier de l'Instruction publique, professeur honoraire à la Ville-de-Paris, peintre du musée du Val-de-Grâce. Il passa son enfance au village où il fut apprenti-forgeron jusqu'à ses seize ans, entra à l'École des Beaux-Arts dès 1906, il exposera à Paris au Salon-des-Artistes-français jusqu'en 1914, fut surnommé le « Peintre des tisseurs » qu'il représenta; peindra également des notables guislanais; en 1914-1918, il exécutera des tableaux sur les atrocités de la guerre, exposés au musée du Val-de-Grâce; il décèdera à Versailles (Yvelines) en 1961, âgé de 82 ans; est inhumé au cimetière communal de Villers-Guislain.

## Pour approfondir